# Murfreesboro (Tennessee)
Murfreesboro város az Amerikai Egyesült Államok Tennessee államában, Rutherford megyében, melynek megyeszékhelye is. Lakosainak száma 152 769 fő (2020. április 1.).

## Népesség
A település népességének változása:
| Lakosok száma | 108 755 | 126 121 | 146 900 | 152 769 |
|               | 2010    | 2015    | 2019    | 2020    |